# Aeroportul Bharatpur
Aeroportul Bharatpur (IATA: BHR, ICAO: VNBP) este un aeroport din Bharatpur⁠(d), Chitwan District⁠(d), Bagmati Province⁠(d), Nepal ce deservește zona Bharatpur⁠(d). Aeroportul a fost tranzitat în 2019 de 170.734 de pasageri.
Situat la o altitudine de 256 m, aeroportul dispune de o singură pistă.